# سينغوكو باسارا 2
سينغوكو باسارا 2 (باليابانية: 戦国BASARA2) ، هي لعبة إلكترونية من نوع مغامرات وأكشن وذبح وتقطيع، صدرت عام 2006م في اليابان، وكانت تعمل على نظام بلاي ستيشن 2 ، وفي اليوم 29 نوفمبر عام 2009م، تم إصدارها لنظام نينتندو وي.

## وصلة خارجية
- Official Sengoku Basara 2 website نسخة محفوظة 11 سبتمبر 2020 على موقع واي باك مشين. (باليابانية)